# Нижњаја Салда
Нижњаја Салда (рус. Нижняя Салда) град је у Русији у Свердловској области.

## Становништво
| 1939.  | 1959.  | 1970.  | 1979.  | 1989.  | 2002.  | 2010.  |
| ------ | ------ | ------ | ------ | ------ | ------ | ------ |
| 19.446 | 21.382 | 21.484 | 20.828 | 20.932 | 18.067 | 17.619 |